# Montrichard
Montrichard is een plaats en voormalige gemeente in het Franse departement Loir-et-Cher in de regio Centre-Val de Loire en telt 3451 inwoners (2005). De plaats maakt deel uit van het arrondissement Blois.

## Geografie
Montrichard fuseerde op 1 januari 2016 met de buurgemeente Bourré tot de commune nouvelle Montrichard Val de Cher, waarvan Montrichard de hoofdplaats werd.

De oppervlakte van Montrichard bedraagt 14,3 km², de bevolkingsdichtheid is 241,3 inwoners per km².
De onderstaande kaart toont de ligging van Montrichard met de belangrijkste infrastructuur en aangrenzende gemeenten.

## Populaire cultuur
De stad wordt genoemd in de 2002 speelfilm Catch Me If You Can.

## Demografie
Onderstaande figuur toont het verloop van het inwonertal (bron: INSEE-tellingen).